# Hachez

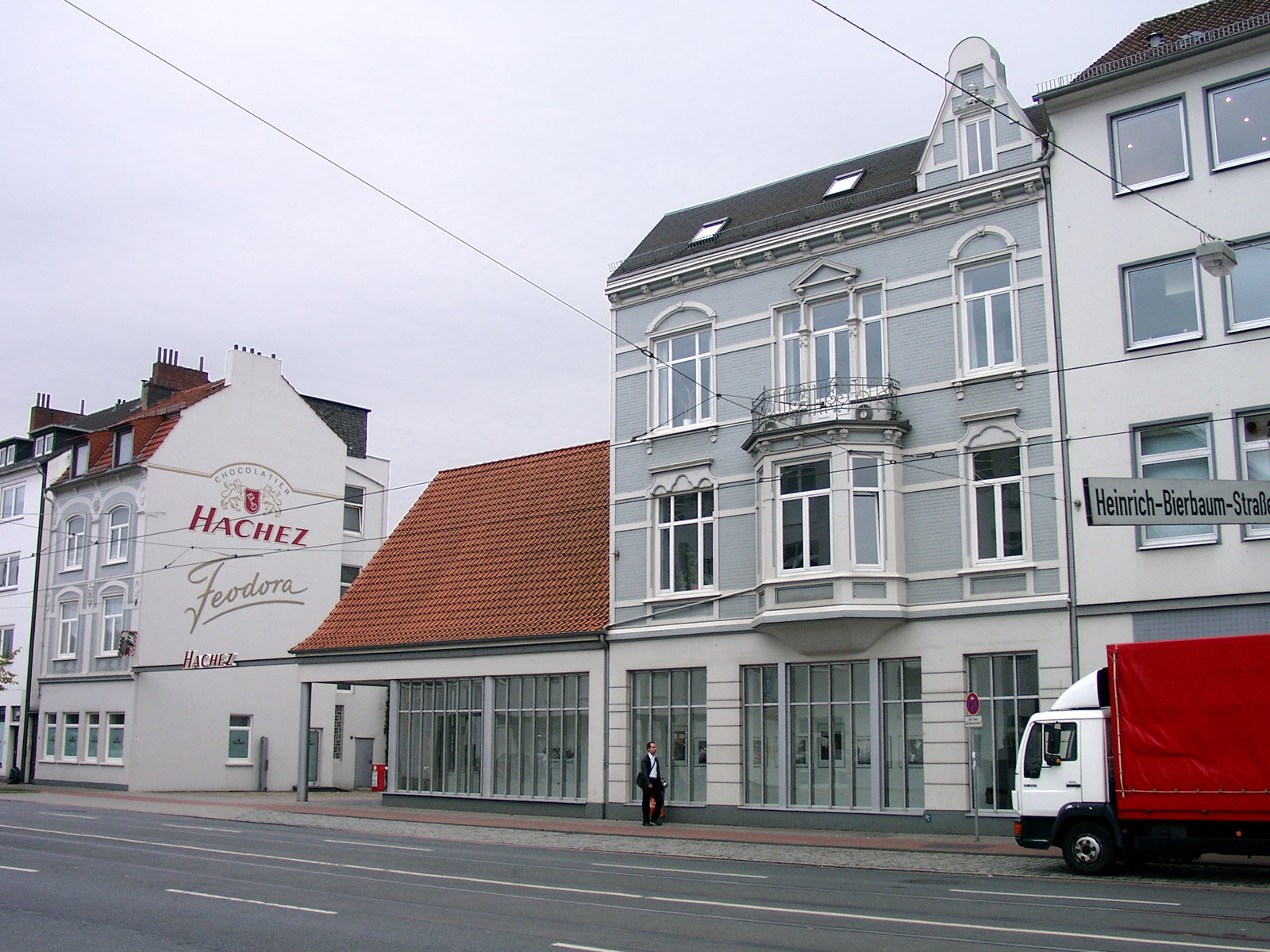
Stammsitz in der Westerstraße, Bremen (2005)

Hachez (Aussprache: [aˈʃe:], auch [haˈʃe:]) war ein Bremer Unternehmen, das Schokolade und Pralinen im gehobenen Segment produzierte. Das Unternehmen wurde 1890 gegründet. Seit 1953 gehörte die Pralinen- und Schokoladenmarke Feodora zum Unternehmen. 2012 übernahm der dänische Süßwarenkonzern Toms die Firma Hachez, die heute unter dem Namen Hachez A/S von Dänemark aus geführt wird. Die Produktion erfolgt seit 2020 in Nowa Sól in Polen.

## Geschichte
Am 5. Juli 1890 gründete der in Antwerpen ausgebildete Chocolatier Joseph Emil Hachez (* 26. November 1862) aus Bremen mit seinem Partner Heinrich August Friedrich Gustav Linde die Bremer Chocolade-Fabrik Hachez & Co. Joseph Emil Hachez war ein Urenkel des aus Brügge stammenden Joseph Johan Hachez, der im 18. Jahrhundert nach Bremen emigriert war und 1785 die Tochter eines erfolgreichen Bremer Kaufmanns geheiratet hatte. 1895 zog das Unternehmen von der Bremer Altstadt in die Alte Neustadt links der Weser, wo sich bis zur Übernahme durch Toms der Unternehmenssitz befand. 1910 stieß Otto Friedrich Hasse als Gesellschafter zum Unternehmen hinzu. Hasse erschuf 1923 aufgrund ihrer Form Braune Blätter genannte dünne Schokoladentäfelchen, für die Hachez bekannt wurde, und wurde nach Joseph Emil Hachez’ Tod 1933 einziger Gesellschafter des Unternehmens.
Im Zweiten Weltkrieg wurde das Hachez-Fabrikgebäude fast völlig zerstört und Hasse begann nach Kriegsende mit dem Wiederaufbau. Finanziell möglich machte dies ein 50%iger Verkauf des Unternehmens 1953 an die Zuckerraffinerie Tangermünde Fr. Meyers Sohn GmbH (seit 2002 Zertus GmbH), die sich nach dem Krieg in Hamburg angesiedelt hatte und fortan mit Hachez in Bremen Schokolade produzierte. 1987 verkaufte Hasso Nauck (1951–2017), Enkel von Otto Friedrich Hasse, den übrigen 50%igen Familienanteil an die spätere Zertus GmbH, die damit das Unternehmen komplett übernahm. 1990 trat Nauck, zuvor ab 1987 Marketingchef von Milka bei der Jacobs Suchard AG (heute Mondelēz International), zusammen mit einem Arbeitskollegen von Jacobs Suchard, Wolf Kropp-Büttner, als Geschäftsführer in das Unternehmen Hachez ein. Der Firmensitz der Jacobs Suchard AG (und heute der von Mondelēz International) in Bremen lag und liegt nur wenige Meter vom Hachez-Fabrikgebäude in der Alten Neustadt entfernt. 2000 übernahm Nauck das Unternehmen Hachez im Rahmen eines Management-Buy-Outs zusammen mit Kropp-Büttner, wobei er selbst 60 % der Anteile hielt und sein Geschäftspartner die übrigen 40 %.
2012 veräußerten Nauck und Kropp-Büttner ihre Anteile an die dänische Toms-Gruppe, blieben jedoch zunächst mit Verträgen bis Ende 2014 als angestellte Geschäftsführer für Hachez tätig. Nauck gab seinen Posten im Januar 2013 auf, Kropp-Büttner trat im September 2013 zurück. Beide blieben bis zum Ablauf ihrer Verträge Ende 2014 beratend im Unternehmen. Nach der Übernahme war Hachez verlustbringend; im Dezember 2014 beschloss das Unternehmen einen Stellenabbau am Bremer Standort. 2014 wurden auch die Verpackungen überarbeitet, um „attraktiver für eine erste Wahl bei den Verwendern“ zu sein. Die Verpackungstätigkeiten des Unternehmens wurden Ende 2014 nach Polen verlagert, die Produktion erfolgte weiterhin in Bremen. Mitte 2015 beschäftigte Hachez in Deutschland um die 360 Mitarbeiter.
Am 28. Februar 2018 wurde bekannt, dass Toms das Bremer Hachez-Werk zum Jahreswechsel 2019/20 aufgibt. Die Produktion erfolgt seit 2020 in Nowa Sól in Polen. Die Schließung zog auch die Trennung des Geschäftsführer Christian Strasoldo mit sich. Im September 2019 sicherte sich die Stadt Bremen ein Vorverkaufsrecht für das Firmengelände in der Bremer Neustadt und es entstanden Pläne für die Weiterverwendung des Areals. Im August 2024 wurde das Fabrikgelände an die Überseeinsel GmbH verkauft.
Ein Test durch Öko-Test von 2019 bewertete die „Hachez Dunkle Vollmilch“ mit der Wertung „ungenügend“, da sie zu viel Mineralöl enthalte und die Lieferkette von Hachez nicht nachgewiesen worden sei.
Seit Anfang 2024 wird auch der Vertrieb und die Vermarktung der Marke von einem externen Unternehmen übernommen. Ein verbliebener Fabrikverkauf, in welchem Bruchschokolade verkauft wurde, schloss Ende 2024. Aufgrund besserer Anlagen im Werk in Polen entstehe weniger Bruchschokolade, begründete der Betreiber die Schließung.

## Feodora
1826 gründete Friedrich Theodor Meyer in Tangermünde eine Zuckerraffinerie, die heute unter dem Namen Zertus GmbH weiterbesteht. 1910 begann das Unternehmen mit der Produktion von Schokolade und Pralinen unter dem Produktnamen Feodora, benannt nach der Prinzessin Feodora von Schleswig-Holstein-Sonderburg-Augustenburg. Sie war die jüngste Schwester von Auguste Viktoria, der letzten deutschen Kaiserin, die nach dem Tode von Feodora die Genehmigung für die Verwendung des Namens „Feodora“ erteilte. Nach dem Zweiten Weltkrieg siedelte die Firma nach Hamburg über. Die Schokoladenproduktion wurde im Auftrag der Bremer Firma Hachez fortgeführt. Nach einer Beteiligung von Hachez 1953 folgte die komplette Übernahme 1987.

## Gebäude
In der Neustadt in Bremen stehen die denkmalgeschützten, historisierenden drei dreigeschossigen Gebäude:
- das verputzte repräsentative Kontorhaus Hachez an der Westerstraße 32 von 1896,  entworfen von Wilhelm Blanke,
- dahinter das alte verklinkerte Produktionsgebäude von 1895 entworfen von Wilhelm Blanke, mit der gestalterisch auf den Altbau abgestimmten Erweiterung von 1922 und
- das verputzte Produktionsgebäude an der Großen Annenstraße 14 von 1911 mit seiner Schaufassade, entworfen von Maurermeister Heinrich Timmerberg[24]

Die Bauwerke stehen seit 2021 unter Bremischem Denkmalschutz.

Das Landesamt für Denkmalpflege Bremen befand: „Obwohl die Fabrikanlage im Laufe der Zeit zahlreiche Veränderungen und Erweiterungen erfahren hat, ist ihr historischer Kernbereich dennoch authentisch überliefert. [...] Dieses Gebäudeensemble ist als ein sprechendes Zeugnis für die Betriebsgeschichte des überregional bekannten Bremer Traditionsunternehmens Hachez anzusehen.“

## Chocoversum
Ab 2011 betrieb Hachez im Meßberghof in Hamburg eine ständige Ausstellung zur Schokoladenherstellung unter dem Namen Chocoversum. Seit 2021 wird es ohne Beteiligung von Hachez als eigenständiges Schokoladenmuseum weitergeführt.